# Igor Vrablic
Igor Vrablic (Pozsony, 1965. július 19. –) kanadai válogatott labdarúgó.

## Pályafutása
Az ontariói Waterloo-ban nőtt fel Kanadában. 1984-ben az amerikai San Jose Earthquakes, 1985–86-ban a belga RFC Seraing, 1986–87-ben a görög Olimbiakósz labdarúgója volt. 1984 és 1986 között 35 alkalommal szerepelt a kanadai válogatottban és 12 gólt szerzett. Részt vett az 1984. évi nyári olimpiai játékokon és tagja volt az 1985-ös CONCACAF-bajnokságon aranyérmet szerző csapatnak. 
Részt vett az 1986-os mexikói világbajnokságon, ahol a Franciaország és a Magyarország elleni csoportmérkőzéseken kezdőként lépett pályára. A Szovjetunió elleni mérkőzésen nem kapott lehetőséget.

## Sikerei, díjai
Kanada
- CONCACAF-bajnokság győztes (1): 1985